# XXXIII век до н. э.
XXXIII (три́дцать тре́тий) век до на́шей э́ры по пролептическому юлианскому календарю — век с 1 января 3300 года до н. э. по 31 декабря 3201 года до н. э. Это 8-й век 4-го тысячелетия до н. э. Ему предшествовал XXXIV век до н. э., за ним следовал XXXII век до н. э. Закончился 5225 лет назад.

## События
- Начало опустынивания Сахары.
- Основной сдвиг климата, возможно, из-за сдвига в солнечной активности. Ледники расширяются.
- Температура атмосферы падает.
- Сахара изменяется от обитаемой области в бесплодную пустыню.
- 3300 г. до н. э. — Цивилизация долины Инда (также известная как цивилизация Хараппы) появляется в Хараппе.
- 3300 г. до н. э. — Пиктограммы в Уруке.
- 3300—3000 гг. до н. э. — Маска женщины из Урука (современный Варка, Ирак).
- 3300 г. до н. э. — Построен Красный храм, первый этап Монте д’Аккодди, святилище на северо-западе Сардинии.

## Изобретения, открытия, введения
- Бронзовый век начинается с плодородного полумесяца (Roux, 1980).
- Крупный рогатый скот поселяется в долине Нила.
- Египтяне приручили свинью из Северной Африки (Clutton-Брок).
- 3250 г. до н. э. — гончарный круг используется в районе Ближнего Востока.

## Значительные люди
- Эци — мумию обнаружили в Эцтальских Альпах в 1991 году.